# يهود سفارديون
اليهود السفارديم (سفرديم) هم الذين تعود أصولهم الأولى ليهود أيبيريا (إسبانيا و‌البرتغال) الذين طردوا منها في القرن الخامس عشر، وتفرقوا في شمال أفريقيا وآسيا الصغرى والشام، وكثير منهم كانوا من رعايا الدولة العثمانية في المناطق التي تخضع لسيطرتها، وكانت لهم لغة خاصة هي لادينو وكانت اللغة مزيجًا من اللغة اللاتينية وتحوي كلمات عبرية، ولكنهم تحدثوا لغات البلاد التي استوطنوها، كالعربية والتركية والإيطالية.
وسفارد (بالعبرية: ספרד) اسم مدينة في آسيا الصغرى تم ربطها بإسبانيا عن طريق الخطأ، فتُرجمت الكلمة في الترجوم (الترجمة الآرامية لأسفار موسى الخمسة) إلى «إسباميا»، و«سباميا»، أما في البشيطتا (الترجمة السريانية لأسفار موسى الخمسة) فهي «إسبانيا». وابتداءً من القرن الثامن الميلادي، أصبحت كلمة «سفارد» هي الكلمة العبرية المستخدمة للإشارة إلى إسبانيا. وتُستخدَم الكلمة في الوقت الحاضر للإشارة إلى اليهود الذين عاشوا أصلاً في إسبانيا والبرتغال، مقابل الإشكناز الذين كانوا يعيشون في ألمانيا وفرنسا ومعظم أوروبا.

## تاريخ

### التاريخ القديم
الأصول الدقيقة للجاليات اليهودية في شبه الجزيرة الإيبيرية غير واضحة. توجد هناك أدلة متفرقة وغير حاسمة تشير إلى وجود يهودي في شبه الجزيرة الإيبيرية يعود إلى ما قبل العصر الروماني. أما الإشارات الأكثر أهمية، فتعود إلى الفترة الرومانية.
كتب الحاخام والعالم البروفنسالي الحاخام إبراهيم بن داود في عام 1161: «توجد رواية لدى جماعة [اليهود] في غرناطة بأنهم من سكان القدس، من نسل يهوذا وبنيامين، وليسوا من القرى أو المدن في المناطق النائية [في إسرائيل]». في موضع آخر، يكتب عن عائلة جده من جهة الأم وكيف وصلوا إلى إسبانيا: «عند استيلاء تيتوس على القدس، أرضاه ضابطه الذي كان معينًا على هسبانيا، وطلب منه إرسال أسرى من نبلاء القدس، فأرسل إليه بعضًا منهم، وكان من بينهم من يصنع الستائر ومن أتقن صنعة الحرير، وكان [من بينهم شخص] اسمه باروخ، وبقوا في مريدا». هنا، يشير الحاخام إبراهيم بن داود إلى الموجة الثانية من اليهود الذين قدموا إلى إسبانيا، بعد فترة وجيزة من تدمير الهيكل الثاني لإسرائيل في عام 70 م.
يُزعم وجود أقدم إشارة إلى إسبانيا في عوبديا 1:20: «وَسَبْيُ هذَا الْجَيْشِ مِنْ بَنِي إِسْرَائِيلَ يَرِثُونَ الَّذِينَ هُمْ مِنَ الْكَنْعَانِيِّينَ إِلَى صَرْفَةَ. وَسَبْيُ أُورُشَلِيمَ الَّذِينَ فِي صَفَارِدَ يَرِثُونَ مُدُنَ الْجَنُوبِ». في حين أن اللغوي في العصور الوسطى، دافيد بن إبراهيم الفاسي، يحدد صرفات بمدينة صرفند، فإن الكلمة «سفارد» تُرجمت في نفس الآية من قبل العالم الرباني في القرن الأول، يوناثان بن عزيل، إلى «أسباميا». بناءً على تعليم لاحق في ملخص القوانين الشفوية اليهودية الذي جمعه الحاخام يهوذا هاناسي في عام 189 م، المعروف بالمشناه، ارتبطت «أسباميا» بمكان بعيد جدًا، يُعتقد عمومًا أنه هسبانيا، أو إسبانيا. حوالي عام 960 م، كتب حسداي بن شبروط، وزير التجارة في بلاط الخليفة في قرطبة، إلى يوسف، ملك الخزر، قائلًا: «اسم أرضنا التي نقيم فيها يُدعى في اللسان المقدس سفارد، ولكن بلغة العرب، سكان البلاد، الأندلس، واسم عاصمة المملكة، قرطبة».
وفقًا للحاخام دافيد قمخي (1160-1235)، في تفسيره لعوبديا 1:20، تشير صَرفات وسفارد إلى اليهود الذين نُفوا خلال الحرب مع تيتوس والذين ذهبوا إلى دول ألمانيا وإسكالونا وفرنسا وإسبانيا. حدد بوضوح أن صَرفات وسفارد هما فرنسا وإسبانيا على التوالي. يرى بعض العلماء أن اسم المكان صَرفات (التي تعني حرفيًا صرفند) – والذي، كما ذُكر، طبّق على الشتات اليهودي في فرنسا – ارتبط بفرنسا فقط من خلال التفسير بسبب تشابهه في التهجئة مع اسم (فرنسا)، من خلال عكس حروفه.

يذكر اليهودي الإسباني موسى دي ليون (حوالي 1250-1305) تقليدًا يتعلق بأول المنفيين اليهود، قائلًا إن الغالبية العظمى من أول المنفيين الذين أُخرجوا من أرض إسرائيل خلال السبي البابلي رفضوا العودة، لأنهم رأوا أن الهيكل الثاني سيتعرض للتدمير مثل الأول. في تعليم آخر نُقل لاحقًا على يد موسى بن مخير في القرن السادس عشر، يُشار بوضوح إلى حقيقة أن اليهود عاشوا في إسبانيا منذ تدمير الهيكل الأول:
الآن، سمعت أن هذه التسبيحة «إمت وياصيف» [التي نستخدمها الآن في طقوس الصلاة] جاءت من المنفيين الذين طُردوا من القدس ولم يكونوا مع عزرا في بابل، وأن عزرا أرسل يسأل عنهم، لكنهم لم يرغبوا في العودة إلى هناك، وأجابوا بأنه بما أنهم كانوا مقدرين للذهاب إلى المنفى مرة ثانية، وأن الهيكل سيتعرض للتدمير مرة أخرى، فلماذا ينبغي علينا مضاعفة معاناتنا؟ من الأفضل لنا أن نبقى هنا في مكاننا ونعبد الله. الآن، سمعت أنهم هم أهل طليطلة ومن هم بالقرب منهم. مع ذلك، لكي لا يُظن أنهم رجال أشرار أو يفتقرون إلى الوفاء، لا قدر الله، فقد كتبوا لهم هذه التسبيحة النبيلة، إلخ.
بالمثل، كتب جدليا بن يحيى الإسباني:
في سنة [5252 من خلق العالم (1492 م)]، شنّ الملك فرديناند وزوجته إيزابيلا حربًا ضد الإسماعيليين الذين كانوا في غرناطة وأخذوها، وبينما كانوا عائدين، أمروا اليهود في جميع ممالكهم بمغادرة البلاد [التي كانوا يملكونها حتى ذلك الحين] في وقت قصير، وهي قشتالة، نافارا، كتالونيا، أراغون، غرناطة، وصقلية. عندها أجاب سكان طليطلة بأنهم لم يكونوا حاضرين [في أرض يهودا] عندما أُعدم مسيحهم. يبدو أنه كان مكتوبًا على حجر كبير في شارع المدينة نقش وشهد عليه حاكم قديم جدًا بأن يهود طليطلة لم يغادروا هناك أثناء بناء الهيكل الثاني، ولم يشاركوا في إعدام [الرجل الذي أطلقوا عليه] المسيح. مع ذلك، لم يكن لأي اعتذار جدوى لهم، ولا لبقية اليهود، حتى في النهاية، أُجلي ستمائة ألف نسمة من هناك.
دون إسحاق أبرابانيل، شخصية يهودية بارزة في إسبانيا في القرن الخامس عشر وأحد رجال البلاط الموثوقين لدى الملك، والذي شهد طرد اليهود من إسبانيا عام 1492، يخبر قُرّاءه أن أول اليهود الذين وصلوا إلى إسبانيا جاءوا بالسفن إلى إسبانيا على يد شخص يُدعى فيروس، الذي كان متحالفًا مع ملك بابل عندما حاصر القدس. كان هذا الرجل يونانيًا في الأصل، ولكنه أُعطي مملكة في إسبانيا، وتزوج من عائلة إسبان، ابن أخ الملك هرقل، الذي حكم أيضًا مملكة في إسبانيا. تخلى هرقل لاحقًا عن عرشه بسبب تفضيله لوطنه الأصلي في اليونان، تاركًا مملكته لابن أخيه إسبان، الذي اشتق اسم إسبانيا منه. انحدر اليهود المنفيون الذين نُقلوا إلى هناك بواسطة فيروس من أسباط يهوذا، وبنيامين، وشمعون، ولاوي، وبحسب أبرابانيل، استقروا في منطقتين بجنوب إسبانيا: إحداهما، الأندلس، في مدينة لوسينا—وهي مدينة سميت كذلك من قبل اليهود المنفيين الذين قدموا إليها؛ والأخرى في المنطقة المحيطة بطليطلة.
يقول أبرابانيل أن سكان طليطلة اليهود الأوائل هم من أعطوا المدينة اسمها، ويعتقد أن الاسم قد يعني « لترحال»، بسبب ترحالهم من القدس. يقول أيضًا إن الاسم الأصلي للمدينة كان «بريسيفال»، وأطلقه عليها سكانها الوثنيون الأوائل. يكتب أيضًا أنه وجد في السجلات القديمة للتاريخ الإسباني التي جمعها ملوك إسبانيا أن 50 ألف أسرة يهودية من التي عاشت آنذاك في المدن عبر إسبانيا، هم أحفاد الرجال والنساء الذين أرسلهم الإمبراطور الروماني إلى إسبانيا والذين خضعوا له سابقًا والذين نفاهم تيطس في الأصل من أماكن في القدس أو حولها. اتحد المنفيون اليهود معًا وأصبحوا واحدًا.

تشمل الأدلة التي تشير إلى الروابط اليهودية مع شبه الجزيرة الأيبيرية:
الإشارات في كتب إشعياء وإرميا وحزقيال وسفر الملوك الأول ويونان إلى بلاد ترشيش، التي يعتقد الكثيرون أنها كانت تقع في جنوب إسبانيا الحديثة (في تارتيسوس القديمة).
تعود أمفورة على الأقل إلى القرن الأول تم العثور عليها في إيبيزا، وتحمل بصمات حرفين عبريين.
كتب العديد من الكتاب اليهود الأوائل أن عائلاتهم عاشت في إسبانيا منذ تدمير الهيكل الأول. ذكر إسحاق أبرابانيل (1437-1508) أن عائلة أبرابانيل عاشت في شبه الجزيرة الأيبيرية منذ 2000 عام.

## الخلط بين اليهود الشرقيين والسفارديين
شاع في الدراسات العربية استخدام مصطلحي «إشكناز» و«سفارد» باعتبارهما مرادفين لمصطلحي «يهود غربيون» و«يهـود شرقيون». وفي الدولة الصهيونية، تُستخدَم عبارة «عيدوت مزراحي» للإشــارة إلى الجماعات الشرقية بأسرها بغض النظر عن انتمائها الديني.
«اليهود الشرقيون» مصطلح كان يُطلَق على نسل أولئك اليهود الذين اتجهوا، عندما غادروا فلسطين قديماً، إلى العراق وإيران وأفغانستان وشبه الجزيرة العربية ومصر وبلدان شمال أفريقيا، وعلى يهود القوقاز (يهود جورجيا والجبال). ولكنه يشير الآن، في التجمع الاستيطاني الصهيوني، إلى اليهود الذين لا ينحدرون من أصل غربي، وقد أصبح لفظ «سفارد» مرادف للفظ «شرقيين» لأن معظم اليهود الشرقيين، في البلاد العربية على وجه الخصوص، يتبعون التقاليد السفاردية في العبادة. ولكن مصطلح «سفارد» غير دقيق، فبعض اليهود الغربيين في هولندا وإنجلترا وإيطاليا من السفارد.
ويبدو أن مصطلح «الشعب اليهودي» يستبعد هؤلاء الشرقيين على مستوى فعلي، وذلك بعد أن كان يستبعدهم اسماً وفعلاً في الماضي. ويلجأ بعض يهود المغرب العربي إلى ادعاء أنهم من أصل فرنسي حتى يُحسِّنوا صورتهم أمام الآخرين.

### الخوف من الشرقيين
وتُصِرُّ النخبة الحاكمة في الدولة الصهيونية على الطبيعة الغربية (الإشكنازية) للدولة. وقد صرح شاعر الصهيونية الأكبرحاييم  نحمان بياليك، وهو إشكنازي من يهود اليديشية، بأنه يكره العرب لأنهم يُذكِّرونه باليهود الشرقيين. ولعل خوف النخبة الإشكنازية الدائم هو أن يندمج الشرقيون في المحيط الحضاري العربي، فهم في حقيقة الأمر، ينتمون حضارياً وعرْقياً إلى هذه المنطقة. ولو تَحقَّق مثل هذا الاندماج، لوجدت النخبة الحاكمة الإشكنازية نفسها في موضع الأقلية مرة أخرى، وهـو الأمر الذي خططت هذه النخـبة وأنفقـت كل أيامـها من أجل الهرب منه. وعلى كلٍّ، فقد تحولت الأغلبية الإشكنازية إلى أقلية عددية، ولكنها لا تزال تملك ناصية الأمور وتحتكر صنع القرار.
وفي إطار هذا التصوُّر، يمكننا فهم الحملات الصهيونية التي وُجِّهت ضـد الاتحاد السوفيتي (سـابقاً) للسماح لليهود السوفييت بالهجرة، فهي محاولة من جانب الإشكناز لاستعادة التوازن العرْفي والحضاري داخل إسرائيل لصالحهم، خصوصاً أن الهجرة من أوروبا قد توقفت، كما أن نسبة التوالد بين الشرقيين أعلى منها لدى الإشكناز. ولكن الهجرة من روسيا وأوكرانيا تثير من المشاكل أكثر مما تحل. فالمهاجرون الروس والأوكرانيون يُعامَلون معاملة خاصة لتشجيعهم، إذ أن هجرتهم غير عقائدية وتأتي في سياق بحثهم عن مكاسب اقتصادية لم يجدوهـا في وطنهـم الأم. لكن هذه المعاملة الخاصـة تثير حفيظة الشرقيين، وتُصعِّد حدة التناقض بين «الأمتين» (وهو المصطلح المُستخدم في إسرائيل للإشارة إلى الإشكناز من جهة وغير الإشكناز [من السفارد والشرقيين] من جهة أخرى). ويُقال إن علم الاجتماع الإسرائيلي يُؤثر، في الوقت الحالي، استخدام هذا المصطلح باعتباره مصطلحاً تحليلياً وصفياً للوضع القائم في إسرائيل. وتوجد أحزاب سياسية وقوائم انتخابية في المُستوطَن الصهيوني تحاول جميعاً تمثيل مصالح اليهود الشرقيين، ومن بين هذه القوى حزب تامي وحزب شاس الديني.
ورغم أن اليهود الشرقيين يشكلون أقلية بين يهود العالم (كانت لا تتجاوز 10% عند بدء الحركة الصهيونية في نهاية القرن الماضي) إلا أن عددهم يزيد عن 55% بسبب تدفقهم على الدولة الصهيونية وازدياد معدل الزيادة الطبيعية.

## سفارديون مشهورين
ظهر في صفوف السفارد عدد كبير من المفكرين مثل أورييل داكوستا. وليس من قبيل الصدفة أن أول مفكر يهودي يُعتَدُّ به في العصر الحديث كان سفاردي الأصل، وهو إسبينوزا. كما أن قبَّالاة الزوهار، وكذلك القبَّالاه اللوريانية التي اكتسحت أوروبا الإشكنازية، كانت من أصل سفاردي، وكذا الشولحان عاروخ، أهم المصنفات الفقهية اليهودية، حيث وضعه يوسف كارو. وكان شبتاي تسفي (الماشيَّح الدجال) من أصل سفاردي أيضاً، أي أن كل التطورات التي حدثت بين الجماعـات اليهوديـة في هذه الفـترة كانت ذات أصـول سفاردية.

## العبرية بين السفارديين والاشكيناز
الجدير بالذكر أن عبرية السفارد مختلفة عن عبرية الإشكناز. وهذا يعود إلى أن يهود العالم العربي كانوا منذ أيام الأندلس لا يتحدثون إلا العربية، واقتصر استخدام العبرية على الكتابة الدينية المتخصصة. وقد كان لاحتكاك اليهود بالعرب أثر عميق في لغتهم، فقد ازدادت عبريتهم فصاحة بمجاورتها اللغة العربية التي تُعدُّ أرقى لغات المجموعة السامية كلها. وقد تَرتَّب على ذلك أن «دولة» إسرائيل، التي قامت على أكتاف الإشكناز، وجدت نفسها رغم كل شيء مُضطرَّة إلى اعتبار عبرية السفارد هي لغة المسرح الرسمية وكذلك لغة الإذاعة والتعليم في الجامعات والمدارس. وقد اضطر المؤلفون في الأدب العبري الحديث، أو العاملون في مجال الدراسات اللغوية، حتى وإن كانوا من الإشكناز، إلى الخضوع المُطلَق للسان السفارد. ولكن هذا لا ينفي أن هناك مزيجاً لغوياً في جبهة السفارد ذاتها، فبعضهم (مثل المارانو) يتحدث اللادينو أو البرتغاليـة، أما البعـض الآخر فيتـحدث اليونانيـة أو التركـية وهم أقلية. وقد انعكس هذا التباين اللغوي على طريقة نطقهم للعبرية. بل إن هذا التباين يمكن ملاحظته في نُطْق العبرية بين اليهود الذين يتحدثون اللغة نفسها، فثمة سمات محلية في النطق أصبحت تُميِّز اليهودي العراقي عن اليهودي اليمني أو المغربي، ليست نتيجة احتكاكه باللغة العربية الفصحى وحسب بل ونتيجة احتكاكه العميق باللهجة التي يتحدث بها مواطنو بلده. وفي الوقت الحاضر، بدأ السفارد يتحدثون (أساساً) لغة البلاد التي يتواجدون فيها.